# Mercat Maignon
El mercat Maignon  és un edifici situat a la plaça del mateix nom de Badalona, catalogat com a bé cultural d'interès local.

## Història
És en una antiga plaça anomenada de Moyons, segons un plànol del segle xix, al primer eixample de Badalona, sobre uns terrenys d'Esteve Maignon. Va ser projectat per l'arquitecte municipal Pere Falqués i Urpí i inaugurat el 1889 pel batlle Francesc Viñas i Renom.
L'Ajuntament el va reformar el 1975 i hi va eliminar 26 de les 78 parades exteriors, per a facilitar la comunicació del vianants entre l'avinguda Marti Pujol i el carrer de Mar. Va canviar part dels antics vitralls i hi va posar un sostre pla per a millorar la resistència al clima però així va amagar l'estructura de ferro de la coberta. Des de 2015 és tancat a l'espera d'una nova renovació i rehabilitació integrals; els paradistes han sigut traslladats a una carpa al costat del mateix mercat, en el lloc que havia ocupat antigament la perfumeria Parera, avui anomenat plaça de les Puntaires. Tot i tenir una empresa encarregada del projecte, encara continua tancat. Amb el pas dels anys sense executar-se la reforma de l'edifici, ha obligat també a fer obres de millora i manteniment de la carpa provisional.

## Descripció

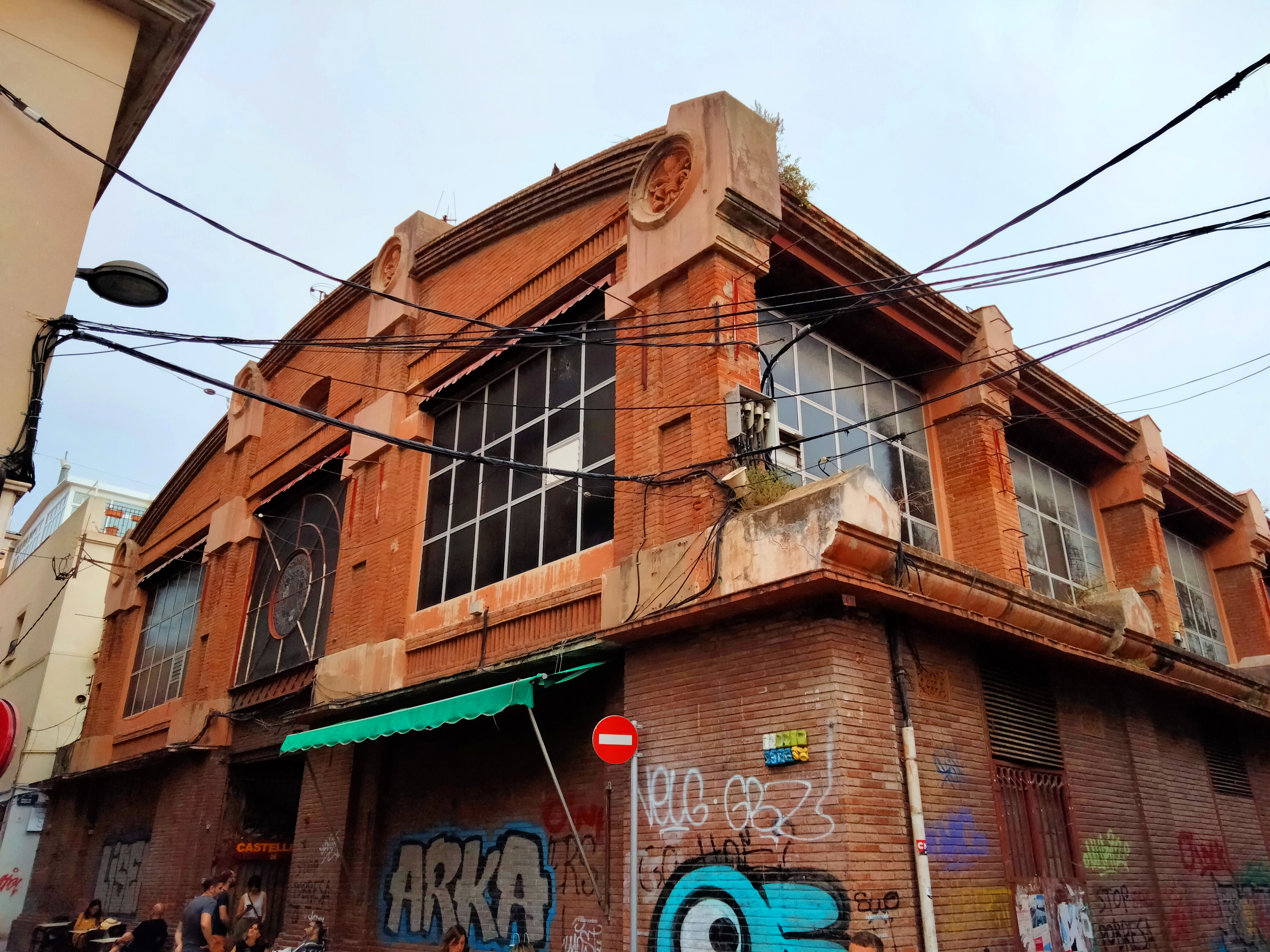
Angle del carrer Arnús i la plaça Maignon

És un edifici de planta rectangular de 1034 m², semblant a altres mercats, com el del Clot i sobretot el del Poblenou, del mateix arquitecte.
Bastit en maó i pedra artificial, les parets consten de grans vitralls, la majoria no conservats, antigament decorats en colors, i al centre dels testers té els dos vitralls originals que destaquen per tenir l'escut de Catalunya rodejat d'una garlanda (en aquella època era l'escut que emprava l'Ajuntament de Badalona). L'interior està assentat en un pla lleugerament superior al dels carrers que l'envolten.
L'agost 2023 l'ajuntament va fer executar unes primeres obres de conservació urgent en espera d'un projecte de reforma completa.